# New Crown
New Crown es el tercer álbum de estudio de los australianos Wolfmother (Andrew Stockdale, Ian Peres y Vin Steele). Producido por el mismo frontman de la banda y grabado entre Australia y California. Para su lanzamiento, lo han publicado gratis en línea a través de la plataforma musical Bandcamp. 

## Lista de canciones
| N.º | Título                  | Duración |  |
| 1.  | «How Many Times»        |          |  |
| 2.  | «Enemy Is In Your Mind» |          |  |
| 3.  | «Heavy Weight»          |          |  |
| 4.  | «New Crown»             |          |  |
| 5.  | «Tall Ships»            |          |  |
| 6.  | «Feelings»              |          |  |
| 7.  | «I Ain’t Got No»        |          |  |
| 8.  | «She Got It»            |          |  |
| 9.  | «My Tangerine Dream»    |          |  |
| 10. | «Radio»                 |          |  |
| 11. | «I Don’t Know Why»      |          |  |